# Джин Гоффман
Джин Гоффман (Gene Hoffman) — американський технологічний керівник і підприємець. Він є генеральним директором (CEO) і президентом Chia Network, а також співгенеральним директором (co-CEO) фінтех-компанії Permuto Capital. Раніше співзаснував онлайн-музичний сервіс eMusic.com і платформу підписного білінгу Vindicia.

## Ранні роки та освіта
Під час навчання в Університеті Північної Кароліни в Чапел-Гілл Гоффман співзаснував стартап PrivNet, що створив Internet Fast Forward — одну з перших комерційних програм для блокування реклами. У 1996 році PrivNet придбала компанія Pretty Good Privacy (PGP), після чого Гоффман переїхав до Силіконової долини працювати в PGP.

## Кар’єра

### eMusic
На початку 1998 року Гоффман співзаснував eMusic.com і був її президентом та генеральним директором до продажу компанії Vivendi Universal (Universal Music Group). У квітні 2001 року Universal погодилася придбати eMusic приблизно за 23–25 млн доларів США готівкою.

### Vindicia
У 2003 році Гоффман співзаснував Vindicia — провайдера SaaS-рішень для підписного білінгу та цифрової комерції — і був головою та CEO до 2016 року. У вересні 2016 року Amdocs оголосила про придбання Vindicia в межах пакета з трьох угод щодо розширення цифрових сервісів.

### Chia Network
Гоффман став радником Chia Network у 2017 році, а з серпня 2019 року працював операційним директором і президентом. Із 1 січня 2023 року — CEO компанії. Як CEO і президент зосереджується на масштабуванні інфраструктури Chia та впровадженні регульованих застосунків технології.

### Permuto Capital
У грудні 2024 року Гоффмана призначено спів-CEO Permuto Capital і головою ради директорів, що відображено в офіційних поданнях і оголошеннях компанії.

## Нагороди та визнання
- Обкладинка журналу Forbes у матеріалі «E-Gang» (липень 1999).[12]
- До переліку Elite 100 журналу Upside (2000).[6]
- У списку 40 Under 40 «Emerging Leaders» від San Francisco Business Times (2012).[13]